# Xanthia virgata
Xanthia virgata là một loài bướm đêm trong họ Noctuidae.